# Meteorus uno
Meteorus uno är en stekelart som beskrevs av Nina M. Zitani 1998. Meteorus uno ingår i släktet Meteorus och familjen bracksteklar. Inga underarter finns listade i Catalogue of Life.